# 한규현
한규현은 KBO 리그 전 LG 트윈스의 포수이다.

## 출신학교
- 인창고등학교
- 한양대학교